# دنيس سوندرز
دنيس سوندرز (بالإنجليزية: Dennis Saunders)‏ هو لاعب كرة قاعدة أمريكي، ولد في 4 يناير 1949 في ألهامبرا في الولايات المتحدة.

## وصلات خارجية
- دنيس سوندرز على موقعبيزبول رفرنس.كوم (الدوري الرئيسي) (الإنجليزية)